# Ouro-do-Brasil-Klasse
Die Ouro-do-Brasil-Klasse ist eine aus zwei Einheiten bestehende Schiffsklasse. Die Orangensafttanker transportieren Orangensaft und Orangensaftkonzentrat in Tanks. Sie wurden an die brasilianische Fischer-Gruppe abgeliefert, das Schiffsmanagement wird von dem in Hamburg ansässigen Unternehmen Maritime Services Aleuropa durchgeführt.

## Geschichte
Die Schiffe wurden 1993 und 1994 von der Werft Kvaerner Kleven Florø in Norwegen abgeliefert und werden vorwiegend in den Fahrtgebieten Südamerika–Europa und Südamerika–USA eingesetzt. Das Prinzip wurde auf der Ouro do Brasil erprobt, einem umgebauten Kühlschiff der Core-Klasse, das 1970 auf der Werft Solheimsviken im norwegischen Bergen entstand und 2003 abgebrochen wurde.

## Schiffsbeschreibung
Die Schiffe wurden wie Kühlschiffe gebaut, das Brückenhaus und der Maschinenraum befindet sich achtern. Sie haben hohe Laderäume, in denen insgesamt 16 Edelstahltanks mit jeweils 800 m³ Fassungsvermögen aufgestellt wurden. Die Außenhaut, der Boden, das Wetterdeck und Querschotten sind isoliert und die Laderäume werden gekühlt. Die kalte Luft in den Laderäumen sorgt dafür, dass das Orangensaftkonzentrat, das bereits heruntergekühlt geladen wurde, die Temperatur behält. Das Deck ist für den Containertransport eingerichtet und etwa Mitte des Schiffes befinden sich ein kleiner Kran zur Schlauchübergabe sowie ein Manifold für die Ladungsübergabe.

### Antrieb und Stromversorgung
Der Antrieb des Verstellpropellers erfolgt durch einen umsteuerbaren, langsamlaufenden Zweitaktmotor vom Typ Sulzer 6 RTA 62 76 M mit 10.800 kW Leistung bei 105/min. Damit erreicht das Schiff eine Geschwindigkeit von 19 kn. Über eine Fernsteuerautomatik kann der Motor auch von der Brücke gefahren werden. Zur Stromerzeugung sind drei Mitsubishi-Hilfsdiesel mit einer Nennleistung von 735 kW bei 900/min eingebaut, die Drehstromgeneratoren antreiben. Außerdem steht ein Wellengenerator mit 1.580 kVA zur Verfügung.

### Ladungskühlanlage
Die Ladungskühlanlage besteht aus einer indirekten Kälteanlage, in der in Luftkühlern eine Kaltsole den Kaltluftkreislauf in den Laderäumen zurückkühlt. Die Kaltsole wiederum wird von den Verdampfern der Kälteanlage abgekühlt. Die Kälteanlage besteht aus den Kältemittelverdichtern, die als Schraubenverdichter ausgeführt wurden, den Kondensatoren zur Verflüssigung des Kältemittels R22, den Expansionsventilen und den Verdampfern. Die Kondensatoren werden mit Seewasser gekühlt.

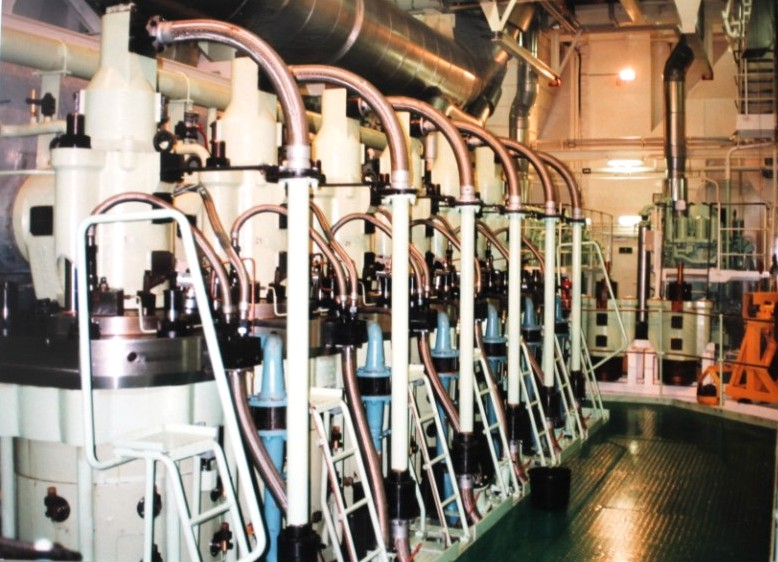
Zylinderstation des Hauptmotors
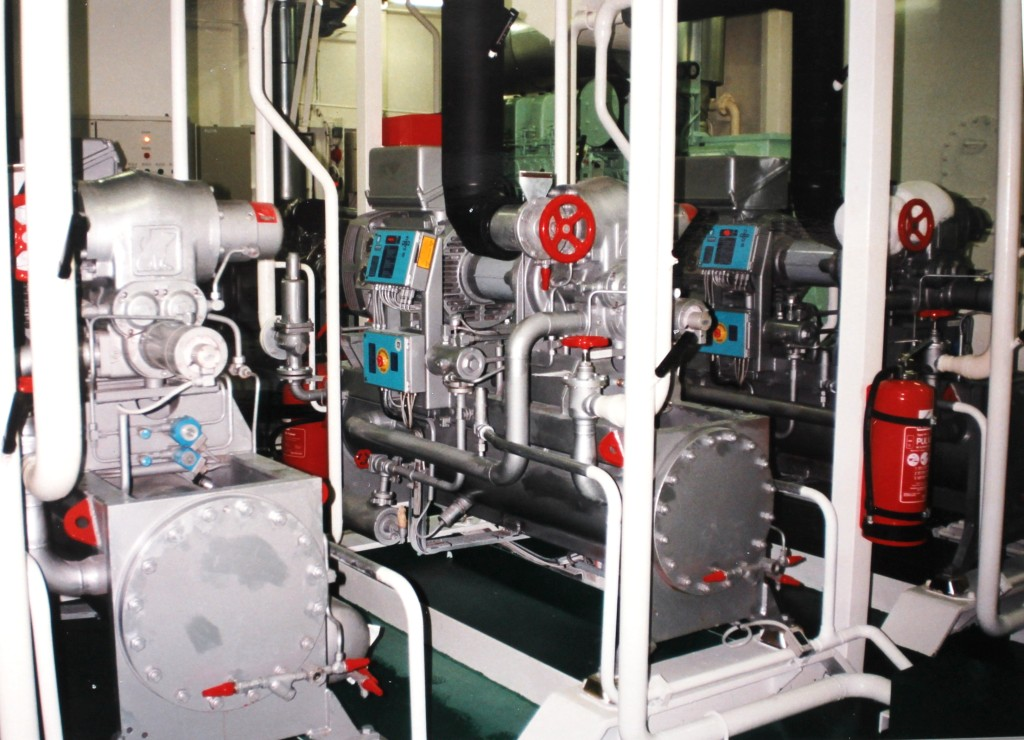
Kältemittelverdichter
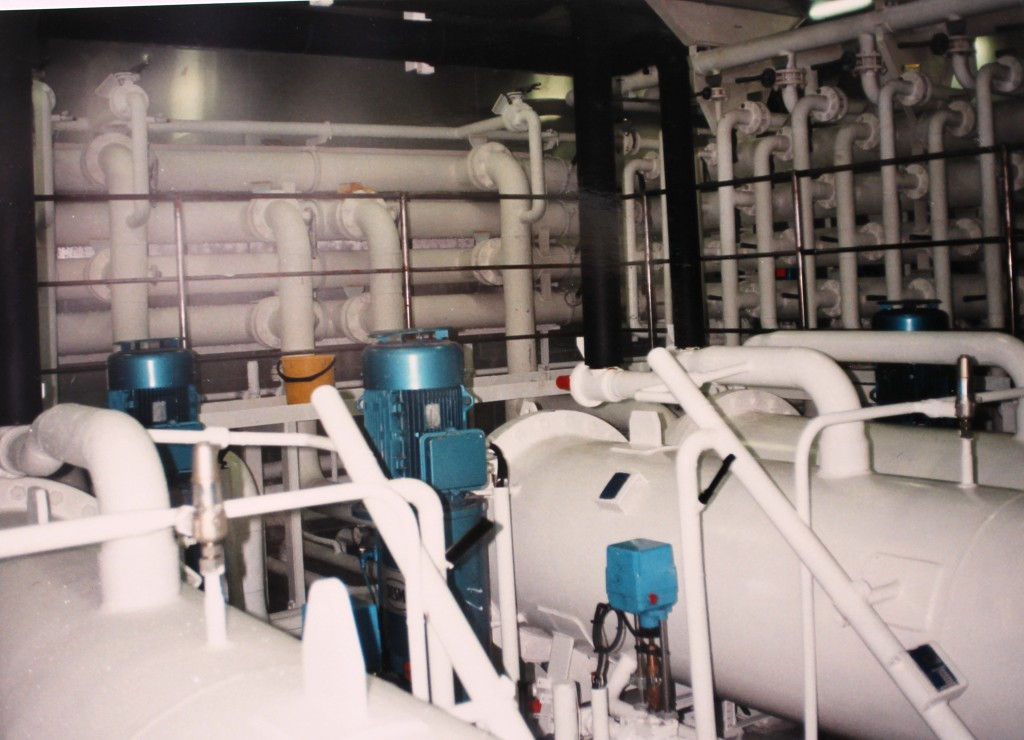
Soleraum
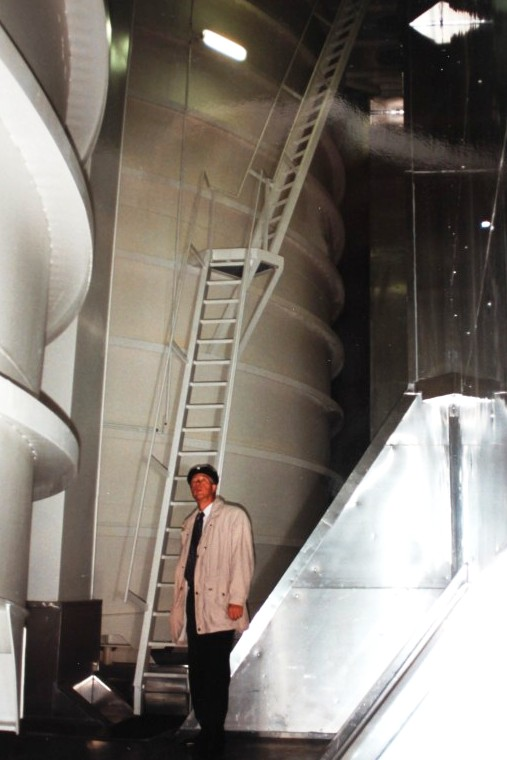
Laderaumtanks für O-Saftkonzentrat

## Die Schiffe
| Ouro-do-Brasil-Klasse | Ouro-do-Brasil-Klasse      | Ouro-do-Brasil-Klasse | Ouro-do-Brasil-Klasse                           | Ouro-do-Brasil-Klasse      | Ouro-do-Brasil-Klasse |
| Schiffsname           | Bauwerft / Baunummer       | IMO-Nummer            | Kiellegung Stapellauf Fertigstellung            | Spätere Namen und Verbleib |                       |
| --------------------- | -------------------------- | --------------------- | ----------------------------------------------- | -------------------------- | --------------------- |
| Ouro do Brasil        | Kvaerner Keven Florø / 252 | 9018646               | 27. Januar 1992 27. Oktober 1992 22. April 1993 | so in Fahrt                |                       |
| Sol do Brasil         | Kvaerner Keven Florø / 253 | 9018658               | 8. November 1993 3. Juni 1994 1. November 1994  | so in Fahrt                |                       |